# Прасолов, Михаил Васильевич
Михаил Васильевич Прасолов (1921—1943) — советский военный. Участник Великой Отечественной войны. Герой Советского Союза (1944, посмертно). Старший лейтенант.

## Биография
Родился 6 октября 1921 года в деревне Жилино Жиздринского уезда Брянской губернии РСФСР (ныне территория Крапивенского сельского совета Рославльского района Смоленской области Российской Федерации) в семье рабочего. Русский. С ранних лет с родителями проживал в селе Даниловка Рославльского уезда Смоленской губернии. Окончил местную среднюю школу и учительские курсы в Рославле. До призыва на военную службу работал учителем начальных классов. Одновременно заочно учился в Смоленском государственном педагогическом институте.
В ряды Рабоче-крестьянской Красной Армии был призван Екимовичским районным военкоматом Смоленской области в июне 1941 года. Окончил эвакуированное в Ирбит Смоленское артиллерийское училище в 1942 году. В боях с немецко-фашистскими захватчиками лейтенант М. В. Прасолов с 3 июля 1942 года на Воронежском фронте в должности командира батареи 120-миллиметровых миномётов 498-го стрелкового полка 232-й стрелковой дивизии 60-й армии. 
Боевое крещение принял в оборонительных боях за город Воронеж в ходе Воронежско-Ворошилорвградской операции. С августа 1942 года по январь 1943 года сражался за плацдармы на левом берегу Дона в Семилукском районе Воронежской области. В январе 1943 года 232-я стрелковая дивизия была передана в состав 38-й армии и участвовала в Воронежско-Касторненской операции. 6 февраля 1943 года был тяжело ранен и эвакуирован в госпиталь.
Вернувшись на фронт после выздоровления, получил звание старшего лейтенанта и был назначен на должность начальника артиллерии 794-го стрелкового полка 232-й стрелковой дивизии 38-й армии Воронежского фронта. В ходе Курской битвы артиллеристы под командованием Михаила Прасолова удерживали позиции в Сумской области в районе посёлков Краснополье и Угроеды. В ходе Сумско-Прилукской операции Битвы за Днепр они обеспечили своему полку прорыв обороны противника в районе хутора Волковка, прикрывали его боевые порядки при форсировании рек Псёл, Удай и Десна. Особо отличился в боях за расширение Лютежского плацдарма в октябре 1943 года.
С начала октября 1943 года подразделения 38-й армии вели тяжёлые бои за расширение плацдарма, захваченного на правом берегу Днепра севернее Киева у села Лютеж. Противник оказывал ожесточённое сопротивление. Стянув в район Лютежа крупные силы, немцы по несколько раз в день переходили в контратаки. Жарким выдалось и 10 октября 1943 года. Противник бросил против наступающих частей Красной Армии крупные силы пехоты при поддержке танков и самоходных артиллерийских установок. Старший лейтенант Михаил Прасолов при отражении контратак неприятеля находился непосредственно в боевых порядках пехоты и, проявляя мужество и героизм, умело управлял огнём артиллерии. В результате его действий все вражеские контратаки были сорваны, и противнику был нанесён значительный урон. От огня артиллерии немцы потеряли 3 танка и до 200 солдат и офицеров убитыми. В этом бою получил тяжёлое ранение и его переправили на левый берег Днепра и доставили в 238-й отдельный медико-санитарный батальон 232-й стрелковой дивизии, но спасти его врачам не удалось. 
22 ноября 1943 года от полученных ранений скончался. Его похоронили в селе Лебедёвка Вышгородского района Киевской области по месту дислокации медсанбата. 
Указом Президиума Верховного Совета СССР «О присвоении звания Героя Советского Союза офицерскому и сержантскому составу артиллерии Красной Армии» от 9 февраля 1944 года за «образцовое выполнение боевых заданий командования на фронте борьбы с немецкими захватчиками и проявленные при этом отвагу и геройство» удостоен посмертно звания Героя Советского Союза.

## Награды
- Медаль «Золотая Звезда» (09.02.1944, посмертно);
- орден Ленина (09.02.1944, посмертно);
- медаль «За боевые заслуги» (31.12.1942).

## Документы
- Общедоступный электронный банк документов «Подвиг Народа в Великой Отечественной войне 1941—1945 гг.» Дата обращения: 21 марта 2013. Архивировано из оригинала 13 марта 2012 года.

Представление к званию Героя Советского Союза и указ ПВС СССРР о присвоении звания. Дата обращения: 21 марта 2013. Архивировано 9 апреля 2013 года.
Медаль «За боевые заслуги» (наградной лист и приказ о награждении). Дата обращения: 21 марта 2013. Архивировано 9 апреля 2013 года.
- Обобщенный банк данных «Мемориал». Дата обращения: 21 марта 2013. Архивировано из оригинала 10 мая 2012 года.

ЦАМО, ф. 58, оп. 18001, д. 1235.
ЦАМО, ф. 33, оп. 563783, д. 34.
ЦАМО, ф. 33, оп. 11458, д. 213.